# 卡洛·李
卡洛·李爵士（Carol Reed，1906年12月30日—1976年4月25日）是一位英國電影導演，奧斯卡最佳導演獎得主。1952年，英国政府授予他“爵士”封号。

## 生平

### 早期生活
卡罗尔·里德在1906年12月30日於英國倫敦西南部普特尼出生，卡洛·李是演員兼製片人Herbert Beerbohm Tree和他的情婦瑪莉·李的私生子。曾在坎达培利的獨立學校皇家学校接受教育。當他16岁的时候就開始在舞台上表演，並開始涉足電影業。他参加著名侦探作家爱德华·利斯的舞台演出后，与其成为好友，并且因他的关系而进入影坛。

### 導演
他曾擔任貝西爾·狄恩（Basil Dean）與索羅德·迪金森（Thorold Dickinson）的助理導演。1935年，卡洛·李终于升为正式导演。第一部作品是《Midshipman easy》，同一年还导演了《Laburnum  Grove》，这是剧作家J·B·普里斯特利（J.B.Priestley）的戏剧作品，他将它电影化，并且因此而受到电影界纳赏识。1937年，卡洛·李导演《银行假日》（Bank Holiday），从此被认为是最有前途的导演之一。1939年，他导演《星星下凡》这部具有社会性的作品，发挥了他最擅长的纪录片手法，奠定了他在影坛的地位。
在第二次世界大戰期間，卡洛·李曾加入英國陸軍，與索羅德·迪金森共同進行電影工作。
戰爭結束後，他執導幾部最備受推崇的電影：《諜網亡魂》（1947年），《墮落的偶像》（1948年）以及《黑獄亡魂》（1949年），《黑獄亡魂》在坎城影展上贏得了金棕榈奖。後面兩部電影的劇本都是由英國小說家葛拉罕·葛林完成。
他的作品《棄兒群島》（1952年）是以約瑟夫·康拉德的小說來改編，通常被評論家認為是卡洛·李創作力衰退的開始。《Our Man in Havana》（1959年），他與葛拉罕·葛林再度合作，而《Trapeze》（1956年）和《The Agony and the Ecstasy》（1965年）則是美國電影。1968年，卡洛·李完成《孤雛淚》，該片獲得哥倫比亞的資金支持，並榮獲奧斯卡最佳導演獎。

## 私生活
從1943年直到1947年為止，卡洛·李娶了英國女星戴安娜·溫亞德。他們離婚後，他於1948年與女星佩內洛普·杜德利·沃德再婚，她母親是福瑞達·達德利·沃德（Freda Dudley Ward）也是溫莎公爵（愛德華八世）的情婦。他們育有一個兒子。他的繼女崔西·李（Tracy Reed）也是一位演員。演員奧利弗·李（Oliver Reed）是他的侄子。
1953年，他成為第二個被授予爵位的英國電影導演，第一位是亞歷山大·科達爵士（1942年），他也是卡洛·李的最尊敬的電影製片人之一。
1976年4月25日，卡洛·李在車路士家中死於心臟病發，享年69歲。他被埋葬在倫敦西部古納斯伯利的肯辛頓公墓。

## 作品
- 1947年：《諜網亡魂》（Odd Man Out）
- 1948年：《殞落的偶像》-奥斯卡最佳导演奖提名和英国电影学院奖最佳电影奖提名
- 1949年：《黑獄亡魂》-获得金棕榈奖和英国电影学院奖最佳电影奖
- 1968年：《孤雛淚》-奥斯卡最佳电影奖和最佳导演奖等六个奖

## 外部連結
- 卡洛·李在互联网电影资料库（IMDb）上的資料（英文）
- 卡洛·李在豆瓣上的资料（简体中文）
- Carol Reed[] at screenonline